# Верхнепашинский сельсовет
Верхнепашинский сельсовет - сельское поселение в Енисейском районе Красноярского края.
Административный центр - село Верхнепашино.

## Население
| 2010 | 2012  | 2013  | 2014  | 2015  | 2016  | 2017  |
| ---- | ----- | ----- | ----- | ----- | ----- | ----- |
| 3292 | ↘3162 | ↘3050 | ↘2976 | ↘2907 | ↘2835 | ↘2760 |

## Состав сельского поселения
В состав сельского поселения входят 5 населённых пунктов:
| № | Населённый пункт | Тип населённого пункта       | Население |
| - | ---------------- | ---------------------------- | --------- |
| 1 | Байкал           | посёлок                      | 175       |
| 2 | Верхнепашино     | село, административный центр | 2870      |
| 3 | Горская          | деревня                      | 117       |
| 4 | Прутовая         | деревня                      | 99        |
| 5 | Южаково          | деревня                      | 31        |

## Местное самоуправление
Верхнепашинский сельский Совет депутатов
Дата избрания: март 2010 года. Срок полномочий: 4 года
Глава муниципального образования
- Евдокимова Ольга Александровна. Дата избрания: март 2010 года. Срок полномочий: 4 года